# Abdal Beg
Abdal Beg Debe Dhu l-Kadr fou un dels set principals emirs kizilbaixis que a la mort de Sultan Ali el 1493 van seguir al seu germà petit Ismail cap a Lahidjan (perseguit pels Ak Koyunlu), i el van elevar a mestre de l'orde safàvida. Abdal va lluitar al costat d'Ismail a les campanyes a Xirvan i contra el ak koyunlu Alwand, i estava present quan Ismail fou proclamat xa a Tabriz, que va suposar l'establiment de la dinastia safàvida. En el govern safàvida va rebre l'encàrrec de perseguir als que havien participat en la batalla del 1588 en la qual el pare d'Ismail, Shaykh Haydar, havia mort. El 1509 se li va retirar el rang per raons desconegudes i els seus soldats (laskar) i els feus (olka) de Qazwin, Sawudj Bulagh, Khwar i Rayy foren transferits a Zaynal Beg Shamlu; fou al mateix temps que un altre dels caps kizilbaixis i partidari des del principi dels safàvides, Ḥosayn Beg Lala, també va perdre el rang i feus. El 1510 participà en la campanya contra els uzbeks al Gran Khorasan i fou nomenat governador de la ciutat de Merv i rodalia quan aquesta fou conquerida; el 1513 va rendir la ciutat i va fugir mentre Nadjm-i Thani feia campanya contra els uzbeks; fou castigat per covardia, vestit de dona i passejat en ruc. Ja no torna a ser esmentat.